# Prollhead
Prollhead est un groupe allemand de hard rock, originaire de Hambourg-Sankt Pauli.

## Historique
Les membres fondateurs du groupe en 1992 sont Andi Schmidt (chant), Ralf Junker (guitare), Marc Zimmermann (basse) et Holger Engellandt (batterie). Juhnker quitte le groupe en 1993 et est remplacé par Ronnie Henseler, qui part en 1997, après quoi Zimmermann passe à la guitare et Schmidt reprend la basse. Engellandt est remplacé par Rudi Naomi en 1996. Le groupe comprend également deux choristes féminines, les "Prollettes".
Leur premier disque Prall se vend à plus de 10 000 exemplaires et contient Rauch Auf Dem Wasser, une version allemande de Smoke on the Water, la chanson de Deep Purple. Le groupe est très actif dans les années 1990 et sort d'autres disques. Ils font de nombreuses tournées, entre autres en première partie de Die Ärzte, Peter and the Test Tube Babies, Die Lokalmatadore et des Dimple Minds, et passent au Wacken Open Air. Au cours du succès de Prollhead, des groupes de même orientation tels que Prolopower, Randalica ou Aso Pauer se forment.
En 1995, un album hommage sort ; de nombreux groupes tels que Abwärts, Slime, Extrabreit, Michy Reincke, Lucilectric ou les membres des Ärzte reprennent les chansons de Prollhead. Prollhead reprendra la chanson Radio Brennt pour l'album hommage des Ärzte Götterdämmerung.
Hormis une apparition au stade du FC Sankt Pauli à l'occasion d'un gala de charité en faveur du club en 2004 et une brève apparition dans le film Der Deichking (2006), qui est coupée pour des raisons de droits d'auteur, le groupe n'apparaît plus depuis 2001.

## Discographie
- Prall (LP/CD, 1994, Vielklang)
- Fußball ist unser Leben (single, 1994, Vielklang)
- Fuck Jaques Chirac (single, 1995, Vielklang)
- Prollhead fordert Tribut (CD, 1995, Virgin)
- In Jeans (CD, 1996, Sony)
- Reich durch Kommerz (single, 1996, Sony)
- Neue Alte (LP/CD, 2000, Dröönland)
- Permanentes Toreschießen (LP/CD, 2001, Bitzcore)

## Source de la traduction
- (de) Cet article est partiellement ou en totalité issu de l’article de Wikipédia en allemand intitulé « Prollhead » (voir la liste des auteurs).

1. ↑  (en) « BILLING 1994 », sur Wacken Open Air (consulté le 7 octobre 2020)